# Alexandre Bisiaux
Alexandre Charles Bisiaux , né le 7 février 1914 à Bruille-lez-Marchiennes et fusillé le 18 juin 1943 à la forteresse du Mont-Valérien à Suresnes, est un résistant communiste français.

## Biographie
Alexandre Charles Bisiaux naît le 7 février 1914 à Bruille-lez-Marchiennes, dans le Nord, en France.
Avec Émile Bouhour et Jean-Baptiste Fiévet, il est arrêté pour « activité en faveur de l’ennemi » le 18 septembre 1942 par la gendarmerie française à Somain où il vit, marié et père de deux enfants. Il est ensuite interné dans les prisons de Loos, Bruxelles, Rheinbach, Siegburg et Fresnes. Le tribunal militaire allemand de Valenciennes le condamné le 2 décembre à huit ans de prison, mais en seconde instance, le 11 juin 1943, une section spéciale du tribunal du gouvernement militaire en France qui siège à Paris le condamne à mort, malgré une intervention en sa faveur.
Il est fusillé le 18 juin 1943 à 16 h 40 à la forteresse du Mont-Valérien à Suresnes avec Émile Bouhour et Jean-Baptiste Fiévet. Son nom apparaît sur le monument aux fusillés du Mont-Valérien ainsi que sur le monument aux morts de Somain situé dans le cimetière communal, il est d'ailleurs inhumé dans la crypte de ce dernier monument. Une rue porte son nom à Somain, l'une de ses extrémités rejoint la rue des Frères-Émile-et-Georges-Bouhour.

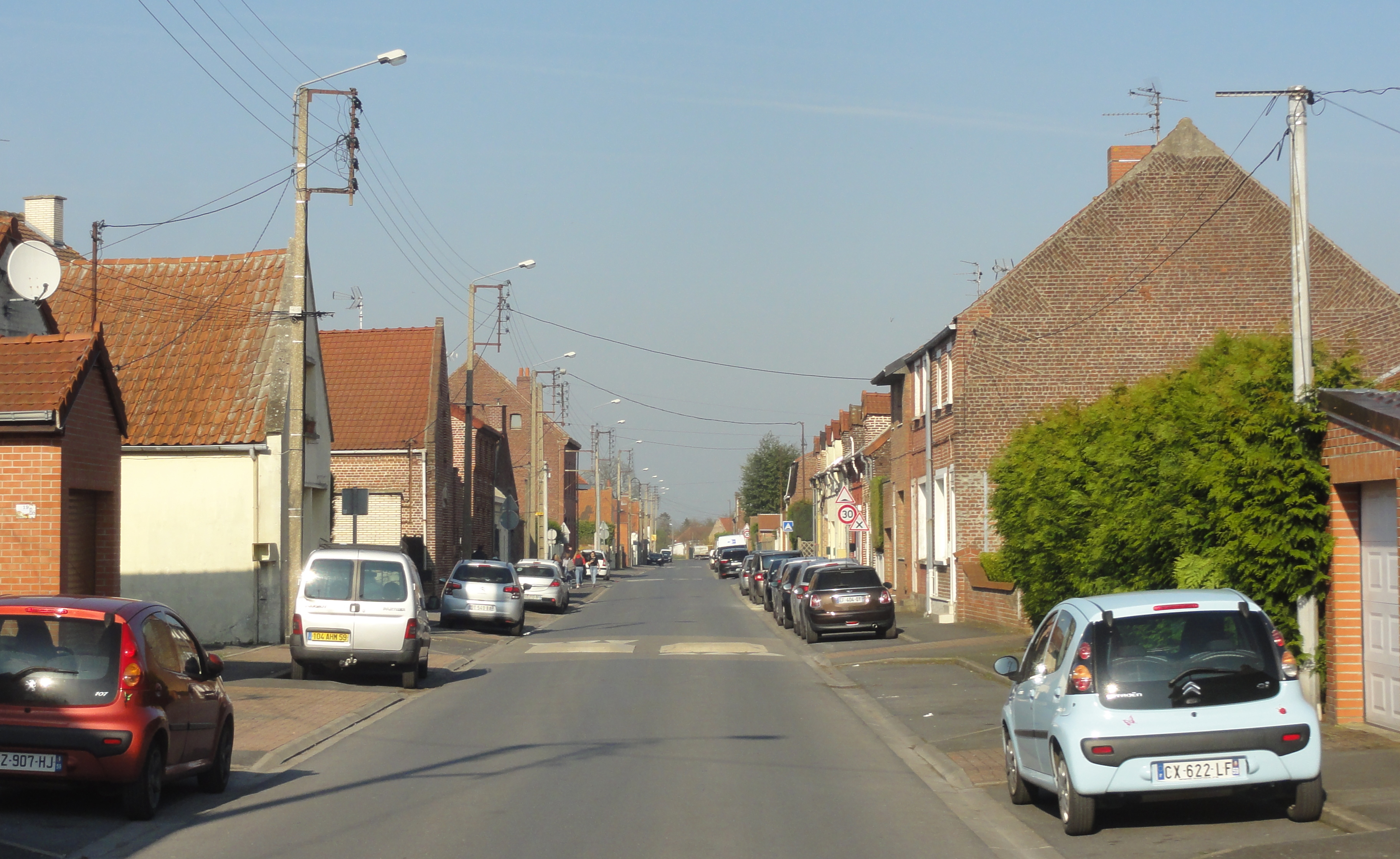
La rue Alexandre-Bisiaux en mars 2019.
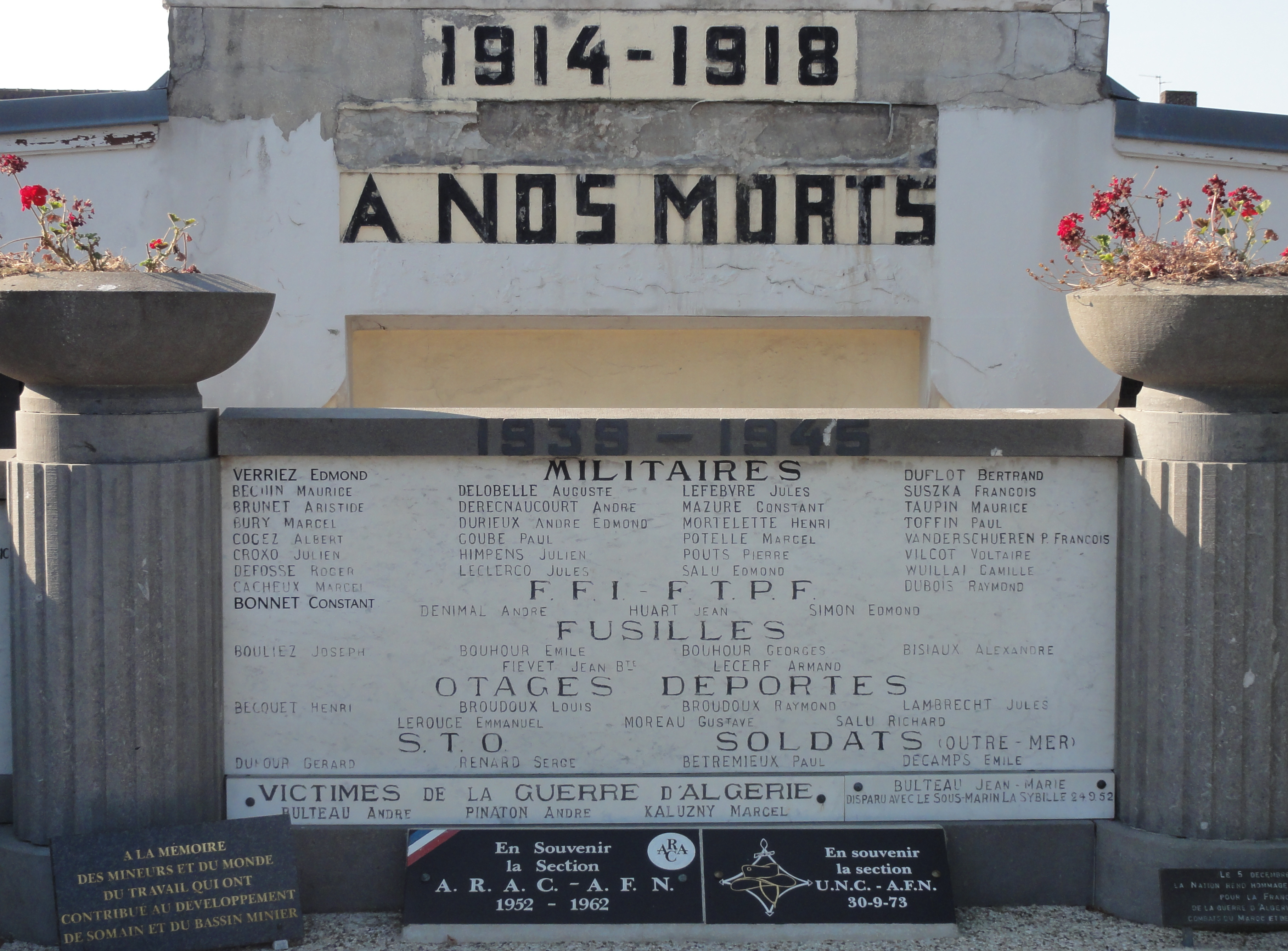
Alexandre Bisiaux est mentionné parmi les fusillés sur le monument aux morts.